# قطعة ربع دينار جزائري
| ربع دينار ( الجزائر) | ربع دينار ( الجزائر)         |
| -------------------- | ---------------------------- |
| قيمة:                | 0,25 دينار جزائري            |
| كتلة:                | 1,15 جم                      |
| قطر:                 | 16,50 مم                     |
| سمك:                 | 2,35 مم                      |
| حافة:                | ملساء                        |
| تركيب:               | الألومنيوم 97% المغنسيوم 3%  |
| تاريخ الصك:          | 1994                         |
| رقم الكتالوج:        |                              |
| وجه                  |                              |
| وجه                  |                              |
| تصميم:               | الرقم 1/4 منمنم              |
| مصمم:                | مجهول                        |
| تاريخ التصميم:       | مجهول                        |
| ظهر                  |                              |
| ظهر                  |                              |
| تصميم:               | الوجه الأمامي لرأس فنك مقابل |
| مصمم:                | مجهول                        |
| تاريخ التصميم:       | مجهول                        |

ربع دينار جزائري (أو 25 سونتيم) هي واحدة من الانقسامات النقدية المعدنية للدينار الجزائري المتداولة، من صنف أحادي المعدن من الألومينيوم وباللون الأبيض. تم إصدارها من طرف البنك الجزائري وشرع في تداولها ابتداء من 28 يونيو 1994.

## وصف
قطعة ربع دينار متكونة من فولاذ مقاوم للصدأ (الألومنيوم 97 % المغنسيوم 3 %)، وبلون أبيض. قطرها 16,50 مم وسماكة 2,35 مم ووزنها 1,15 جم.

## الوجه
الموضوع الرسمي لوجه القطعة هو الكسر «¼» المحاط بخيط دائري وعلامات مكتوبة بالأحرف الكاملة باللغة العربية. في الأعلى مكتوبة كلمة «بنك الجزائر» وفي الأسفل كلمة «دينار»، مفصولتان أفقيا بنجمتين.

## الظهر
الموضوع الرسمي لظهر القطعة هو وجه الأمامي لرأس فنك مقابل. الجزء العلوي من قطعة يتكون من رسما دائريا منميما مستوحى من حلي جزائرية تقليدية تشكل دائرة شبه كاملة وتاريخان بالهجري وبالملادي لسنة السك.

## أنظر أيضًا
- دينار جزائري
- قائمة العملات المعدنية للدينار الجزائري